# Повстання 10 серпня 1792 року
Повстання 10 серпня 1792 року — одна із знакових подій Великої Французької революції. День 10 серпня (фр. journée) призвів до фактичного падіння французької монархії після штурму Тюїльрі Національною гвардією повстанської Паризької комуни і революційними федератами (фр. fédérés) з Марселя і Бретані. Король Людовик XVI разом з родиною заховався в Законодавчих зборах. Його було відсторонено від влади і заарештовано. Повстання 10 серпня є кульмінацією невдалої через комплекс внутрішніх і зовнішніх причин і обставин спроби встановлення у Франції конституційної монархії. Присутність у столиці і участь федератів до повалення монархії надало 10 серпня загальнонаціонального характеру. Формальний кінець монархії стався через шість тижнів як один з перших актів нового Національного конвенту. Це повстання і його результат в історіографії революції найчастіше називають просто як «Повстання 10 серпня» (фр. Journée du 10 août) або «Друга революція».

## Контекст
Війна, яка триватиме майже безперервно аж до 1815 року і яка стрясла самі основи Європи, вдихнула нове життя у революційному русі Франції. Монархія була її першою жертвою.
Ще значні наслідки привнесла економічна криза, що вдарила по великих містах і привела більшість їх населення до міграції. На цей раз причиною кризи став не брак коштів, а інфляція, бо з жовтня кількість грошей в обігу збільшилася на 600 мільйонів. Амортизація асигнатів тривала і обмінний курс почав падати ще швидше: в Парижі кількість грошей, які за рік до того коштували 100 англійських фунтів, оцінювалося в 50 до березня. Наповнення ринку паперовими грошима сприяла зловживанням спекулянтів і посилювало невдоволення.

### Військові невдачі
Війна «королю Богемії та Угорщини» була оголошена 20 квітня 1792 року, і непідготовленість армії та її керівництва з самого початку призвели до серйозних невдач. Французька армія була в стані цілковитого хаосу. Особового складу було недостатньо тому, що більшість прагнули записатися в добровольчі батальйони, перебування в яких краще оплачувалися. Там обирали своїх власних командирів і розпускалися після закінчення кампанії. Але незважаючи на це їх формування відбувалося досить повільно. Добровольці, охоплені революційним ентузіазмом, могли поповнити тільки частину особового складу: дуже часто національним гвардійцям, які не бажали покидати домашні вогнища, пропонували бонуси. Тому для достатнього поповнення військ необхідно було більше часу. Матеріальну частину мала надавати місцева влада, яка також не поспіпашала. До того ж не вистачало озброєння.
Генерал Шарль Дюмур'є — міністр закордонних справ і голова військового міністерства — вважав, що армія може отримати бойовий досвід у битвах. Розмірковуючи про те, що противник мав не більше 30 000 військовиків до початку кампанії і що його війська були розтягнуті від Північного моря до Лотарингії, він запропонував прорватися через цей тонкий кордон чотирма колонами від Фюрне, Лілля, Валансьєнна і Живе та зосередити для цього 50 000 солдат на кордоні до 29 квітня. Але генерали, навчені класичної для того часу лінійної тактики, не бажали навіть чути про цей задум. Крім того, офіцери не довіряли своїм недисциплінованим військам, а солдати у відповідь підозрювали їх у симпатіях до ворога: з 9000 офіцерів, принаймні, половина вже емігрувала і кілька офіцерів дезертирувала напередодні настання. 29 квітня, лише при одному вигляді австрійських військ, Діллон і Бірон наказали відступати. З вигуками про зраду війська відступили в безладді, а Діллона убитли в Ліллі.
Генерали поклали всю відповідальність на недисциплінованість військ і на військове міністерство, яке це допускало. У відповідь міністерство Жиронди наказало покарати вбивць Діллона; в той же час Марат закликав солдатів позбутися своїх генералів. 18 травня командувачі армій зустрілися у Валансьєнні і, проігнорувавши повторні накази військового міністерства про наступ, оголосили що воно неможливе, радячи королеві про негайне укладення миру. У результаті генерали призупинили наступ, а в травні цілий корпус, Royal-Allemand, перейшов на бік ворога. Старіючий Жан-Батист Рошамбо подав у відставку, а де Лафайєт таємно запропонував австрійцям перемир'я, щоб повернути свою армію на Париж для розгону якобінців і відновлення порядку в столиці.
Військові невдачі ще більше загострили внутрішньополітичну ситуацію в країні. Офіцери королівської гвардії (фр. garde du corps du roi), до якої входили лише шляхтичі, відкрито тріумфували з приводу французьких невдач. Із засудженням «безбожної» війни виступили священики, що не склали присягу (фр. clergé réfractaire), та закликали віруючих не платити податки і не поставляти рекрутів. Вони виправдовували у своїх проповідях втручання австрійського імператора у французькі справи необхідністю «відновити у Франції християнство». Жирондисти не бачили нічого іншого, як повернутися до політики тиску на короля, яка і привела їх до влади спочатку. Така була ситуація, коли Законодавчі збори прийняли свої три декрети.

### Декрети Асамблеї
Перший з декретів був спрямований проти священиків, які відмовилися присягнути громадянській конституції. Заворушення, що виникали під впливом духовенства продемонстрували необхідність рішучих заходів. Не звертати увагу на дії священиків, що не склали присягу у столицях департаментів привело до створення вісімдесяти трьох центрів розбрату, фанатизму і контрреволюції. Країна повинна бути очищена — таке було відчуття більшості асамблеї. 27 травня 1792 року, після декількох днів обговорення, асамблея прийняла проєкт декрету такого змісту: «Коли двадцять активних громадян комуни зажадають, від священика, що не склав присягу, покинути комуну, директорія департаменту повинна оголосити про його депортацію, якщо думка директорії відповідає клопотанню. Якщо думка директорії не відповідає вимозі двадцяти громадян, вона повинна визначити, чи є присутність священика загрозою для громадського порядку, і, якщо думка відповідного комітету підтверджує клопотання двадцяти заявників, депортація повинна бути виконана негайно». Цей декрет давав духовенству вибір між присягою громадянської конституції і депортацією.
За цією мірою пішла інша, спрямована проти особистої гвардії короля (фр. Garde du corps du roi), склад якої вважався роялістськи налаштованим і дозволяв собі висловлювати погрози на адресу асамблеї. У травні, Клод Базир запропонував розпустити гвардію, звинувачуючи гвардійців у зухвалій поведінці і планування втечі короля. Франсуа Шабо заявив, що у нього є сто вісімдесят два документи, які підтверджують існування змови з метою насильницького розгону асамблеї. 27 травня, після доповіді про контрреволюційну змову, збори ухвалили, що його сесії повинні бути перманентними, що Паризьку національну гвардію необхідно збільшити вдвічі, і що Петіон повинен повідомляти про становище в столиці щодня. Гаде перерахував три причини, чому гвардія короля повинна бути розпущена: перша, вона була утворена незаконно; друга, її офіцери підбурювали до повстання; третя, більшість гвардії дотримується контрреволюційних поглядів. 29 травня 1792 р. асамблея постановила, що особиста гвардія короля повинна бути розпущена і її командувач, герцог де Бріссак, поміщений під варту. Цей декрет був виконаний негайно.
І третій декрет передбачав створення 14 червня табору 20 000 федератів неподалік Парижа. Пропозицію було оголошено в асамблеї 4 червня Серваном без попередньої консультації зі своїми колегами або королем. Серван наполягав, що це необхідно для встановлення спокою в країні. У самому декреті говорилося, що його мета полягає у створенні більш тісних уз братерства між департаментами Франції. Обговорення в асамблеї показали, що об'єктом цього органу має бути громадська безпека. Армії ворога наближалися ззовні, і вороги конституції готували змови зсередини. Париж і асамблея повинні були мати захист.

### Відставка міністерства Жиронди
Людовик відмовився санкціонувати декрети про священиків, що не склали присягу і створення військового табору. 12 червня міністр внутрішніх справ Жан_Марі Ролан у листі королю закликав його погодитися на ці два пункти, заявивши, що його поведінка може призвести до втрати трону і різанини аристократів. Наступного дня король відправив у відставку Ролана, а потім Ет'єна Клав'єра і Сервана. 15 червня прийом Дюмур'є асамблеєю був досить ворожий, щоб переконати його, що він може бути притягнутий до суду за військові невдачі. Виходячи з того, що король наполягав на затвердження тільки указу про розпуск його гвардії, Дюмур'є подав у відставку і вирушив до армії на північ командувати однією з дивізій. Фельяни повернулися до влади в новому міністерстві.
Лафаєт, розсудивши, що настав момент, заявив у листі до асамблеї 18 червня, що «конституції Франції загрожують крамольні групи всередині країни, як і вороги із-за кордону». Кажучи це, він закликав асамблею розпустити революційні організації. Використання королівського вето, відставка міністрів Жиронди і формування міністерства фельянів свідчили, що двір і генерали намагаються провести до життя політичну програму прихильників Ламета і Лафаєта, які прагнули позбутися якобінської загрози, переглянути конституцію, зміцнити королівську владу і припинити війну, пішовши на угоду з ворогом.

### Тиск на короля

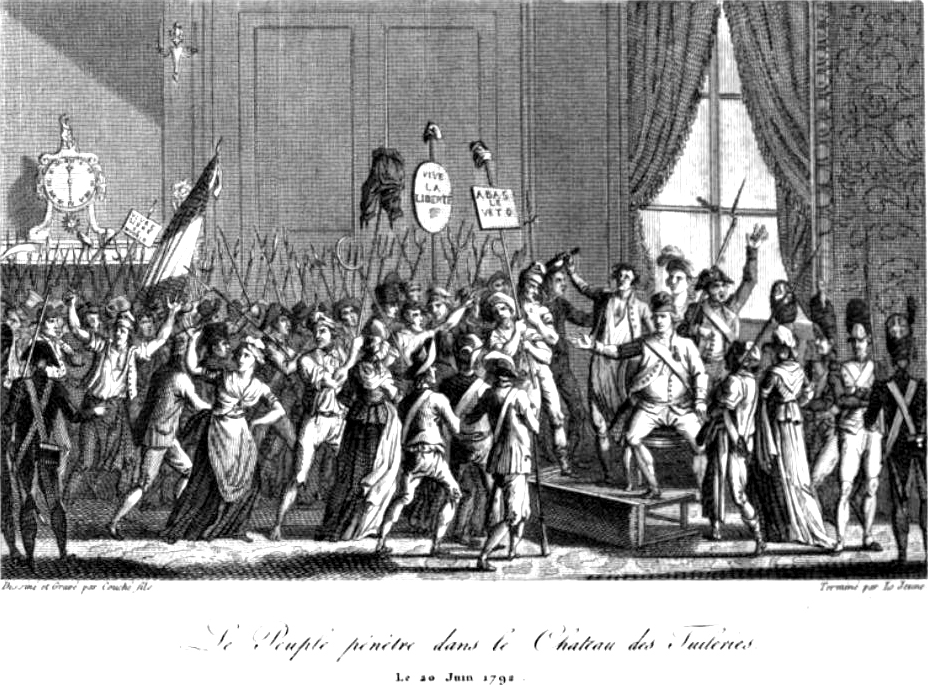
Демонстрація 20 червня 1792 року

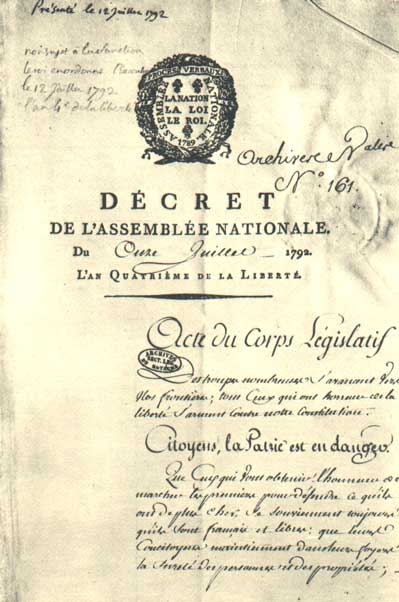
Декрет «Вітчизна в небезпеці»

Королівське вето декретів Законодавчих зборів було опубліковано 19 червня, всього за один день до 3-ї річниці клятви в залі для гри в м'яч. Була організована демонстрація 20 червня 1792 року з метою чинити тиск на короля. У палаці, наповненому демонстрантами, король змушений був надіти фригійський ковпак санкюлотів і випити за здоров'я нації, але відмовився затвердити декрети і повернути міністрів. Мера Парижа Петіон зняли з посади, і 28 червня Лафаєт покинув свій пост в армії і виступив перед асамблеєю, аби закликати депутатів розпустити якобінський клуб і покарати тих, хто ніс відповідальність за демонстрацію 20 червня. Це був сміливий, але запізнілий жест. Це не могло призвести ні до чого через загальну недовіру до героя 89 року. Депутати звинуватили його в дезертирстві, а король відкинув усі пропозиції втікати за сприяння людини, яка так довго була на чолі його ув'язнення. Натовп спалив його опудало в Пале-Роялі. Для таких, як Лафаєт, вже не було місця поряд з республіканськими символами, ні в країні, яка прийняла ці символи як свої. Через шість тижнів він буде арештований австрійцями під час втечі до Англії і поміщений до в'язниці. Бездіяльність його військ протягом більш ніж двох місяців здавалося незбагненним. Це дало час прусським військам закінчити свої приготування і спокійно зосередитися на лінії Рейну.
Декрет від 2 липня уповноважував національних гвардійців, багато з яких вже були на шляху до Парижу, прийти на церемонію Федерації; інший від 5 липня заявляв, що у разі національної небезпеки всі працездатні чоловіки можуть бути призвані для оборони вітчизни і все необхідне для оборони країни реквізовано. Шість днів потому, 11 липня 1792 року, асамблея оголосила La patrie est en danger.
На площах були вивішені плакати зі словами: «Громадяни, Вітчизна в небезпеці!».

## Криза

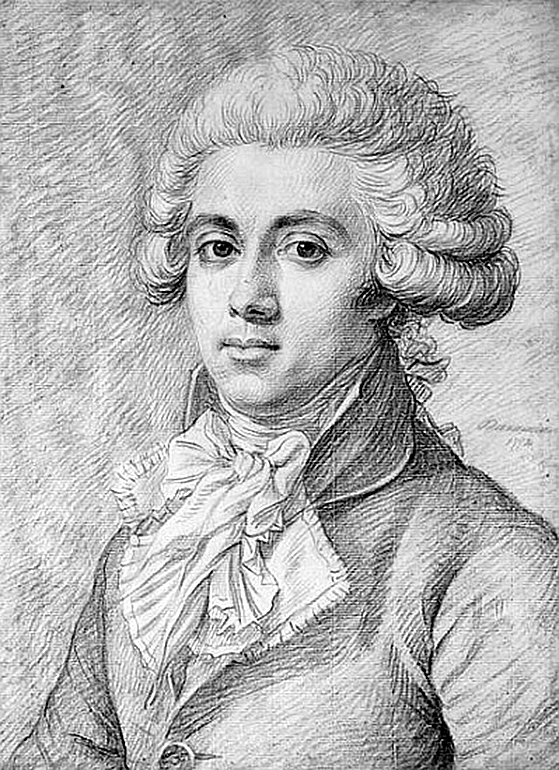
П'єр Верньо

3 липня Верньо надав більш широке поле для обговорення, вимовивши загрозу проти самого короля:
|  | Саме від імені короля французькі принци намагалися підняти всі двори Європи проти нації; щоб помститися за гідність короля, укладено Пільницьку угоду і створений жахливий альянс між дворами Відня і Берліна; для захисту короля стеклися до Німеччини гвардійці короля під штандарт повстання; поспішають прийти на допомогу королю емігранти, домагаються призначень і отримують їх від австрійської армії і готуються завдати удару своїй батьківщині прямо в серце ... це в ім'я короля свобода піддається нападу ... Але я читаю в Конституції, глава II, розділ I, стаття 6: якщо король встане на чолі армії і направить її сили проти народу, або, якщо він не буде неслухняний проти такого акту, скоєного в ім'я його, він мвє відріктисяся від королівської влади . |

І Верньо нагадав про королівське вето, заворушення, викликані цим у провінціях, і навмисній бездіяльності генералів які відкрили шлях до вторгнення; і він запитав в асамблеї, хоч і опосередковано — чи не відповідає Людовик XVI оприлюдненій ним статті конституції. Таким чином він ставив питання про позбавлення влади короля перед громадською думкою. Його промова, яка справила величезне враження, була розіслана асамблеєю до усіх департаментів.
Намагаючись обійти королівське вето про створення військового табору, асамблея запропонувала національним гвардійцям (федератам) з провінції прийти в Париж нібито для урочистостей 14 липня по дорозі на фронт. Федерати, як правило, дотримувалися більш радикальних поглядів, ніж депутати, які їх запросили, і до середини липня вони вже клопотали перед асамблеєю про позбавлення влади короля і не збиралися залишати Париж до вирішення цього питання. 25 липня до Парижу прибувають 300 добровольців з Бреста і п'ять днів потому 500 марсельців. Вперше Париж почув «Марсельєзу», маршову пісню революції, якій марсельці дали своє ім'я.
Прибулі федерати організовують центральний комітет і таємну директорію, до якої увійшли і деякі паризькі лідери — гарантуючи таким чином прямий контакт із секціями Парижа. Вже 15 липня був сформований координаційний комітет з одного федерата від кожного департаменту. У рамках цього органу незабаром з'явився таємний комітет з п'яти членів. Вожуа, єпископальний вікарій з Блуа; Дебес, федерат з Дроми; Гійом, професор з Кана; Симон, журналіст зі Страсбурга; Галіссо з Лангра — це були імена так само маловідомі в Парижі, як і для історії, але саме вони були авторами руху, який змінив Францію. Вони зустрічалися в будинку Дюпле на вулиці Сен-Оноре, в будинку, де жив Робесп'єр, у кімнаті, яку займав Антуан, мер Меца. Вони зустрічаються з групою керівників секцій — журналістами Карра і Горса, Александром і Лазовським з передмістя Сен-Марсель, Фурн'є «Американцем», Вестерманном (єдиний військовий серед них), пекарем Гареном, Анаксагором Шометтом і Сантером з передмістя Сен-Антуан. Вже відбувалися щоденні засідання окремих секцій, і 25 липня асамблея дала згоду на безперервність засідань для них офіційно. Не всі секції висловлювалися проти короля, але «пасивні» громадяни стали брати участь у засіданнях, і 30 липня секція Французького театру дала всім своїм членам право голосу. На секційних засіданнях якобінці і санкюлоти стикалися з помірними і поступово брали гору. 30 липня декрет дозволив прийняття «пасивних» громадян до лав національної гвардії.

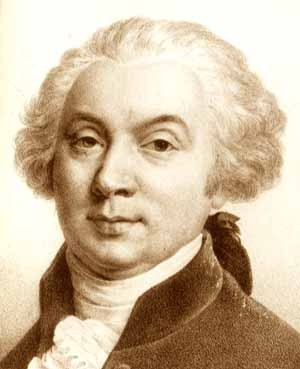
Жером Петіон де Вільньов

1 серпня надійшла звістка про маніфест герцога Брауншвейзького з загрозою «військової екзекуції» Парижа в разі насильства над королем:
|  | «Якщо палац Тюїльрі буде захоплено, якщо буде учинено найменшу образу і насильство, якщо буде допущена найменша образа по відношенню до короля, королеви і королівської родини, якщо не буде вжито заходів, що забезпечують їх безпеку, порятунок і надання їм свободи, їх королівське і імператорська величність здійснять безприкладне і незабутнє на вічні часи покарання, піддавши місто Париж військовій екзекуції і повному руйнуванню, а заколотники, винні в злочинах, будуть страчені. |

Того ж дня і в наступні дні Париж отримав звістку, що австрійські та прусські війська перейшли французький кордон. Ці дві події довели республіканський дух до піку революційної люті.
Повстання загрожувало вибухнути 26-го, потім 30 липня, але було попереджено завдяки зусиллям Петіона, який мав 3 серпня подати петицію секцій до асамблеї. З сорока восьми секцій Парижа, всі, крім однієї, підтримали петицію про позбавлення влади короля. Петіон заявив Законодавчим зборам, що секції «відновили суверенітет народу» і тепер у нього немає ніякої іншої влади над ними, крім як «словесного переконання». Обговорення цієї адреси з вимогою позбавлення влади короля було призначено на четвер, 9 серпня. Тим самим Збори, не відчуваючти небезпеки, призначили дату повстання. Ультиматум секції Кенз-Вен, передмістя Сен-Антуан, свідчив, що вона «буде терпляче і мирно чекати до 11-ї години вечора майбутнього четверга відповідь Законодавчих зборів», даючи можливість асамблеї «проявити» себе. 9 серпня Законодавчі збори після дводенних дебатів відмовилися розглядати питання про позбавлення влади короля і навіть пред'явити звинувачення Лафаєту в дезертирстві 224 голосами проти 406. В цю ніч над Парижем зазвучав набат.

## Повстання
Ввечері 9 серпня секції перебували в безперервних засіданнях. 23 години секція Кенз-Вен запропонувала, щоб кожна секція вибрала трьох делегатів з інструкціями для вироблення «рекомендацій негайних кроків з порятунку держави» (фр. sauver la chose publique) і 28 секцій відповіли на цей заклик. Їх делегати склали повстанську Комуну. Карра і Шометт вирушили в казарми марсельських федерати в секції кордельєрів, в той час як Сантер підняв передмістя Сен-Антуан, а Олександр передмістя Сен-Марсель.
Муніципалітет був вже на сесії. З півночі до 3 ранку стара і нова, легальна і повстанська комуни, сиділи в сусідніх кімнатах у ратуші (фр. Hôtel de Ville de Paris). Нелегальна організовувала напад на Тюїльрі, легальна, викликаючи командувача оборони Тюїльрі до ратуші, дезорганізувала оборону палацу. Між шістьма і сімома годинами ранку ця фарсова ситуація була припинена. Повстанська Комуна повідомила муніципалітету у формально викладеній резолюції, що вона ухвалила рішення про зупинення його повноважень; але залишила мера Петіона, прокурора Манюель, заступника прокурора Дантона і адміністраторів, що працювали з ними. Резолюція передбачала, що «коли народ знаходиться в стані повстання, він переймає всі повноваження на себе». Через годину після цього почався наступ на Тюїльрі.

### Підготовка оборони Тюїльрі

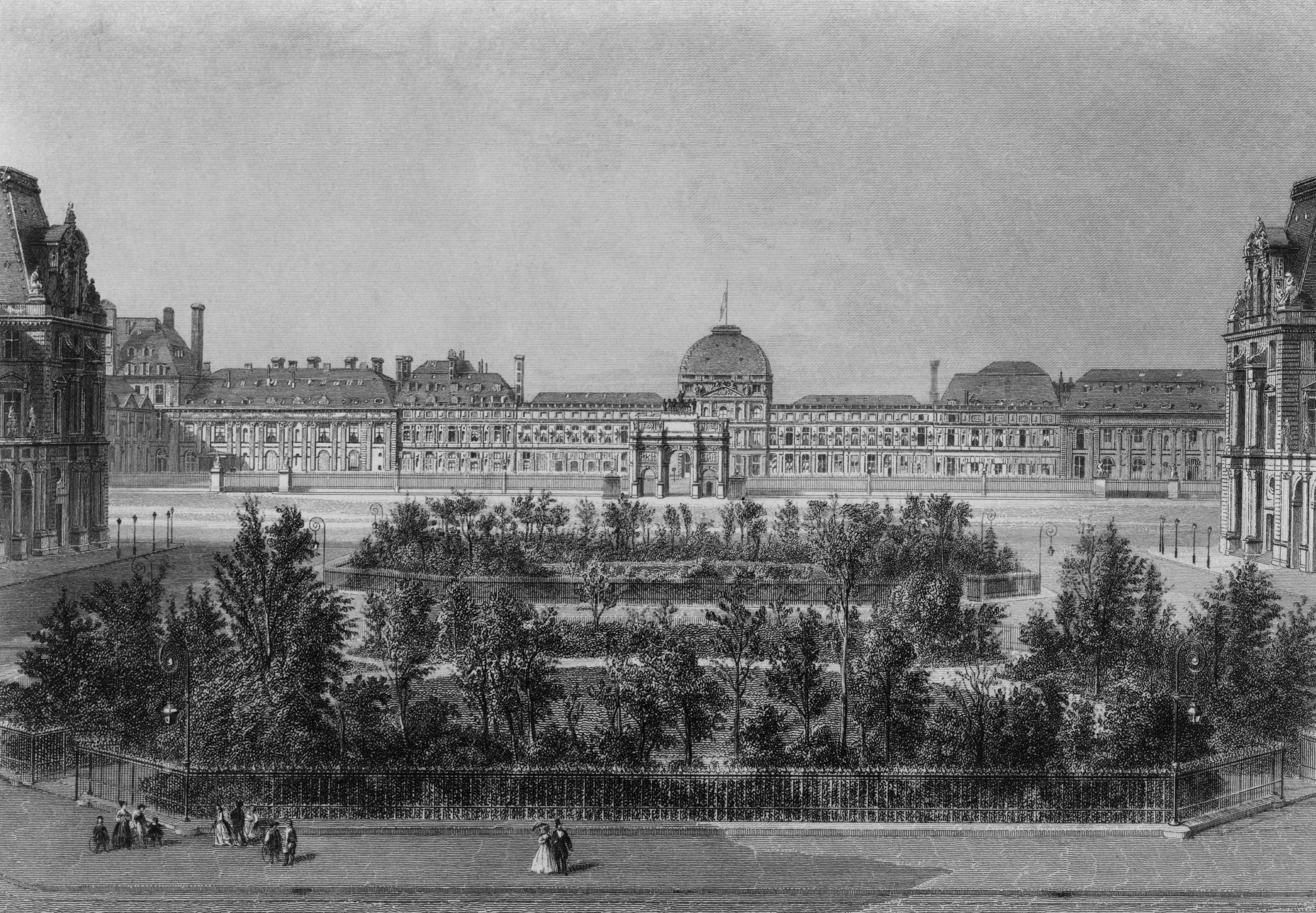
Палац Тюїльрі часів Людовіка XVI

Можна було б припустити, що Париж не особливо ризикував у разі нападу на Тюїльрі. Але не такою була загальна думка сучасників. Король не зміг підкупити ключових лідерів руху. На думку П'єра Малуе, тридцять сім тисяч фунтів було виплачено Петіону і Сантеру за нічого не варті обіцянки запобігти повстанню. В останню хвилину він відкинув пораду відректися від престолу, не тільки від Верньо і Гаде, стривожених поворотом справ, до якого, самі того не бажаючи, їх попередні дії і вели, але і від його старого і вірного міністра Малешарба. Він був сповнений рішучості захищати Тюїльрі. Його прихильники чекали і готувалися до атаки заздалегідь і були впевнені в успіху. План оборони, складений професійним військовим, був прийнятий департаментом Парижа 25 червня: це був його офіційний обов'язок із захисту виконавчої влади. Палац було легко захищати. Гарнізон був єдиним досвідченим і професійним з регулярних військ обох протиборчих сторін — 950 ветеранів швейцарської гвардії (говорили, що їх було в чотири рази більше); додатково 930 жандармів, 2000 національних гвардійців, і 200—300 кавалерів Ордену Святого Людовика та інших роялістів. П'яти тисяч осіб мало вистачити для оборони; хоча зараз відомо, що у них не вистачало боєприпасів. Агенти Комуни повідомляли, що під палацом були прориті підземні ходи, якими могли таємно увійти до бою додаткові війська . Маркіз Манда, командувач національної гвардії, був не дуже впевнений в ній, але тон його наказів був настільки рішучим, що, здавалося, міг вселити впевненість захисникам палацу. Він розмістив війська на мосту Пон-Неф, щоб запобігти з'єднання між повстанцями обох сторін Сени і перешкодити будь якому комбінованому маневру з їх боку.
Загалом, це не було штурмом Бастилії. Лідери Комуни цілком могли подумати двічі, перш ніж кинути ненавчених повстанців і добровольців, за якими слідувала озброєна списами недисциплінована маса санкюлотів проти досить сильних укріплень Тюїльрі. Прихильники короля цілком могли розраховувати на успіх.

### Зміщення оборони

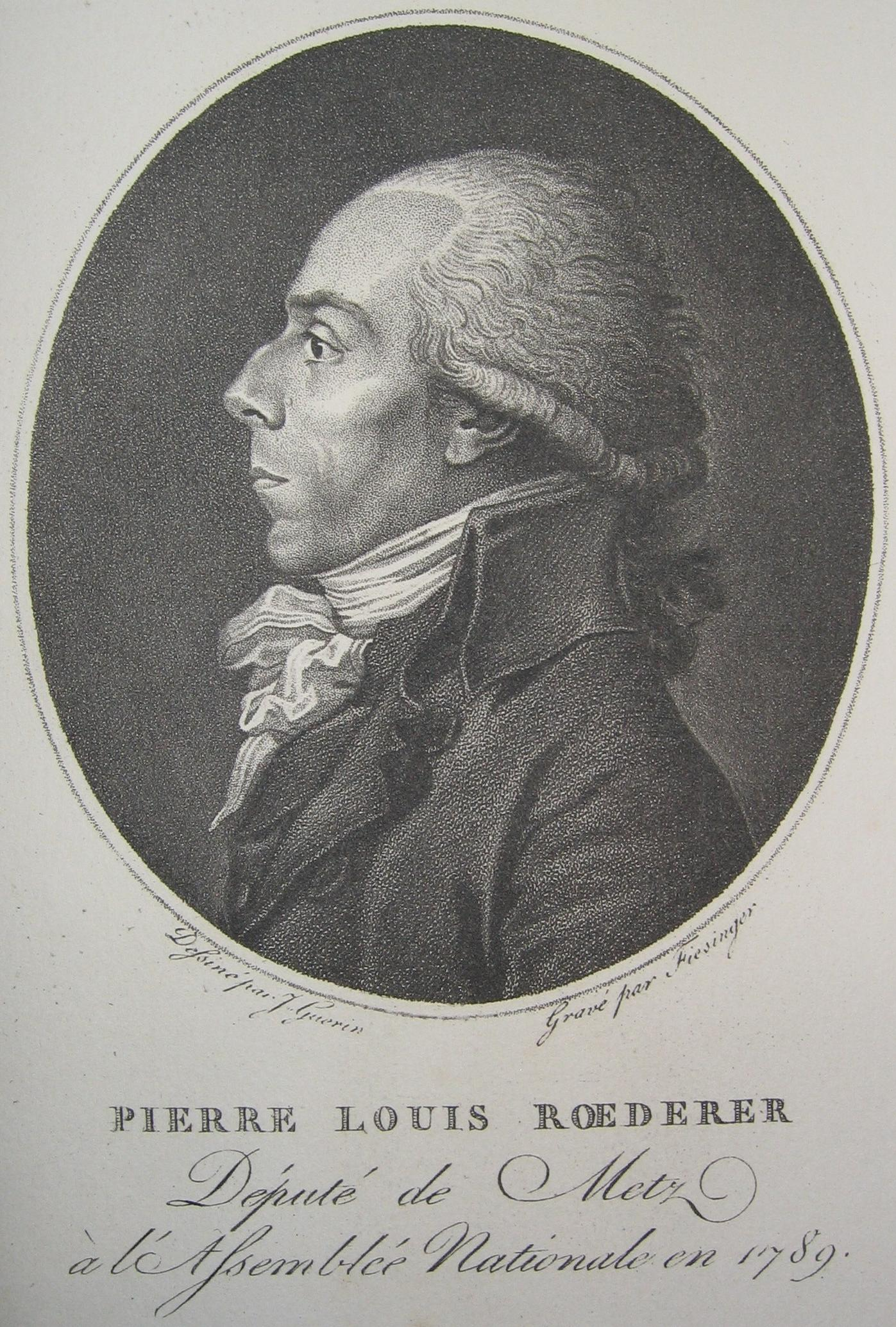
Pierre-Louis Roederer

Пізно ввечері 9 серпня в палаці було троє людей, чия присутність мала гарантувати безпеку королівській родині — Петіон, мер Парижа, Редерер, прокурор Парижа, і маркіз Манда, командувач військами, зібраними для захисту Тюїльрі. Всі троє підвели короля. Петіон стверджував пізніше, що він мав прийти, аби захистити королівську сім'ю; але близько 2 ранку, почувши погрози від групи роялістів, він пішов до мерії, де його взяли під варту за наказом повстанської Комуни. Перша помилка Редерера полягала в тому, що він запевнив королівську сім'ю, що ніякого нападу на Тюїльрі не буде. Другою помилкою, коли ряд бюлетенів від Блонделя, секретаря муніципалітету, дав зрозуміти, що напад неминучий, було переконати Людовика відмовитися від захисту палацу і віддати себе під захист асамблеї. Потім Редерер (третя і непрощенна помилка) переконав Манда підкоритися зрадницькому наказу Комуни з'явитися в ратушу. Манда нічого не знав про формування повстанської Комуни і відбув туди без супроводу. Там він був негайно взятий під варту, а незабаром після цього убитий. Командування національною гвардією було передано Сантеру.

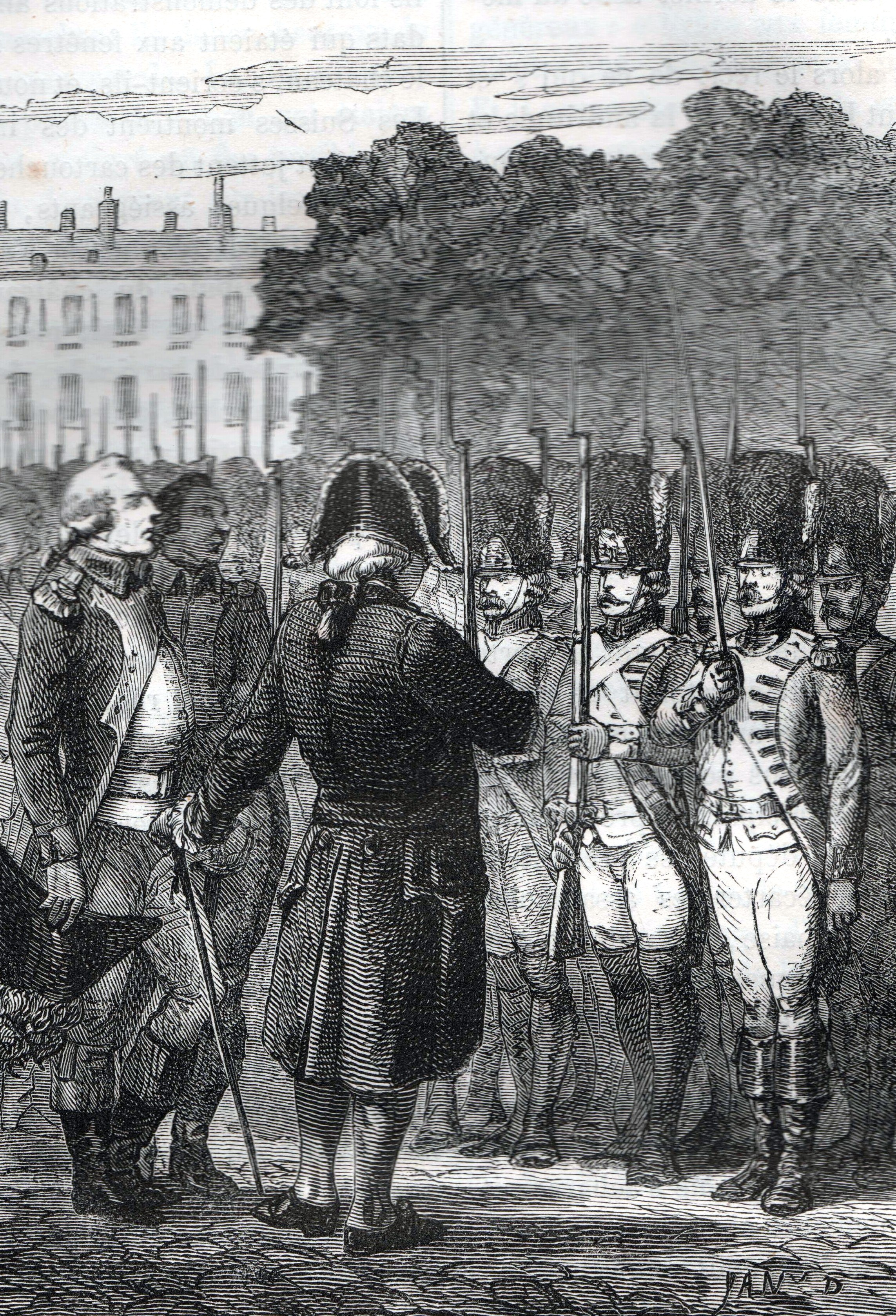
Людовик XVI інспектує вірні війська

Таким чином, коли приблизно о сьомій ранку авангард повстанців був помічений в задній частині палацу, там не було нікого, щоб віддавати накази. Людовик, сонно інспектуючи свій гарнізон, «при повному параді, зі шпагою на боці, пудрою, яка сыпалася з волосся перуки», зустріли криками національних гвардійців «Хай живе нація!» і «Геть вето!» (фр. A bas le véto!). Людовик нічого не сказав і повернувся в Тюїльрі. За ним у строю спалахували суперечки. Артилеристи голосно заявляли, що не будуть стріляти у своїх братів.
Побоюючись насильства і кровопролиття, Людовик охоче прислухався до порад Редерера відмовитися від захисту палацу. Даремно Марія-Антуанетта наполягала, що вони мали залишитися і битися до кінця. Ще до того, як пролунав перший постріл, королівська сім'я відступала через сади палацу до дверей асамблеї. «Панове, — сказав король, — Я прийшов сюди, щоб запобігти тяжкому злочину, я вважаю, я не можу бути в більш безпечному місці, ніж з вами». «Ваша Величність, — відповідав Верньо, який займав місце головуючого, — Ви можете розраховувати на твердість Національних зборів; його члени поклялися померти, захищаючи права народу і конституційну владу». Король зайняв місце поряд з президентом. Але Шабо нагадав йому, що збори не можуть дебатувати за присутності короля, і Людовик пішов зі своєю сім'єю і міністрами в приміщення призначене для стенографів і розташовувалось за спиною президента. Там королю надали місце, і він слухав з його звичайною м'якою байдужістю, як депутати обговорювали його долю. Королева сиділа біля грат зборів з дофіном на колінах. Вона, принаймні, розуміла всю трагічність їх становища.

### Штурм Тюїльрі

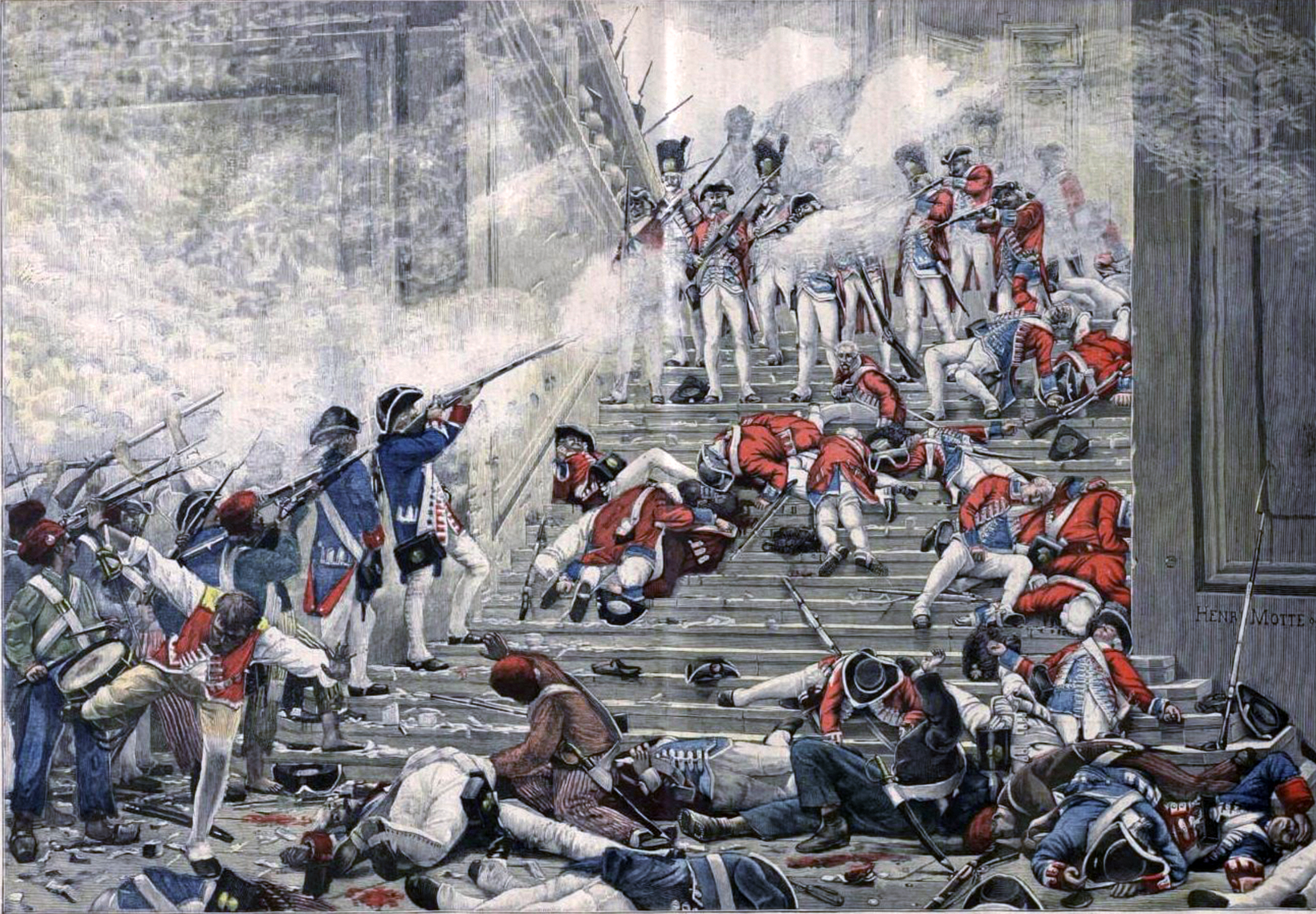
Протистояння на парадних сходах

Було сім годин ранку. Сполох не переставав гудіти всю ніч. З моменту відходу короля з палацу всякий привід до опору зник, до того ж з відходом національної гвардії, що супроводжувала короля, зменшилися і засоби захисту. З криками «Хай живе нація!» жандарми покинули свої пости. Національна гвардія схилялася на бік повстанців. На правому березі Сени батальйони Сен-Антуанського пасовиська, і на лівому Сен-Марсельського, бретонці і марсельські федерати просувалися вперед вільно, як на параді. Ніякого опору зазвичай охоронюваних місцях: біля Сен-Жанської арки, біля проходів на мости, уздовж набережних і у дворі Лувру. Авангард, що складався з чоловіків, жінок і дітей, озброєних будь чим, зайняв покинуту площу Карусель, і до 8-ї години перша колона під проводом Вестерманна з'явилася перед палацом.
Штурм палацу розпочався о восьмій годині ранку. За наказом короля швейцарці відійшли в глиб приміщень будівлі, і захист прилеглого до входу подвір'я залишилася повністю на національних гвардійцях. Марсельці починають брататися з артилеристами національної гвардії, досягають вестибюля палацу, піднімаються по парадних сходах і закликають швейцарську гвардію здатися. «Здавайтеся народу!» — закричав Вестерманн німецькою. «Здатися було б ганьбою для нас!» прозвучала відповідь.
Швейцарці нерухомо стояли у вікнах палацу; обидві сторони деякий час дивилися один на одного, не вживаючи ніяких дій. Дехто з нападаючих підходив ближче до швейцарців, щоб переконати їх приєднатися до народу, деякі швейцарці кидали з вікон свої патрони на знак миру. Повстанці тим часом ввійшли до вестибюлю палацу, де перебували інші його захисники. Тільки решітка розділяла їх. Тут-то і почалася битва, хоча не відомо, з чийого боку було зроблено перший постріл. Швейцарці, стріляючи зверху, очистили вестибюль і двір та кинулися вниз на площу; повстанці розійшлися на всі боки. По них стріляли одночасно і з боку дворів, і з боку саду, і з боку міста. Вся площа перетворилася на суцільну густу хмару диму, утворену біглим вогнем. Найвідважніші, тим не менш, зібралися навколо під'їздів будинків на Каруселі, відкрили вогонь по палацу і підпалили прилеглі до палацу будівлі. Швейцарці атакували, переступаючи через тіла вбитих, захопили вхід у палац, перетнули Карусель і навіть вели гармати, залишені там нападниками. Як і при штурмі Бастилії, крик про зраду пролунав над майданом, і нападники припустили, що потрапили в засідку, внаслідок чого надалі швейцарці стали предметом особливої ненависті з боку санкюлотів.

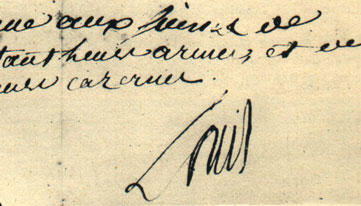
Наказ Людовика XVI про капітуляцію

У цей момент підійшли батальйони Сен-Антуанського пасовиська, і повстанці відтіснили швейцарців назад до палацу. Тут опір став відчайдушним, але й наступ вівся так бурхливо, тому опір незабаром став марним. Людовик, почувши з Манежу (фр. Salle du Manège) звук стрілянини, написав на клаптику паперу: «Король наказує своїм швейцарцям негайно скласти зброю і повернутися в казарми». Виконання цього наказу в такий момент означало вірну смерть, і швейцарські офіцери, усвідомлюючи марність його виконання в розпал напруженого бою, не відразу віддали його. Втім, становище швейцарської гвардії незабаром стало загрозливим, боєприпаси вичерпалися і зростали втрати. Тільки тоді віддали наказ до відступу. Основна частина швейцарської гвардії відступила через палац, через сади позаду будівлі, деякі спробували сховатися в будівлі парламенту: деякі були оточені, приведені до ратуші і віддані смерті під статуєю Людовика XIV. З дев'ятисот тільки триста залишилося живими.
Загальні втрати з боку роялістів склади приблизно, вісімсот осіб. З боку повстанців триста сімдесят шість були або вбиті, або поранені. Вісімдесят три з них були федератами (фр. fédérés) і двісті вісімдесят п'ять національних гвардійців — прості громадяни з кожної галузі торговельних і робітничих класів Парижа, які в цей день перетворилися на героїв. Серед них було представники більше шістдесяти професій — перукарі і теслярі, столяри та малярі, кравці, капелюшні майстри і кравці, слюсарі та з люди з домашньої прислуги. Дві жінки були серед поранених, і «пасивні» громадяни, які вважалися занадто незначними, щоб мати право голосу, лежали мертві на землі, яку вони завоювали для Республіки, як і раніше, стискаючи свої незграбні піки .

## Результат і наслідки

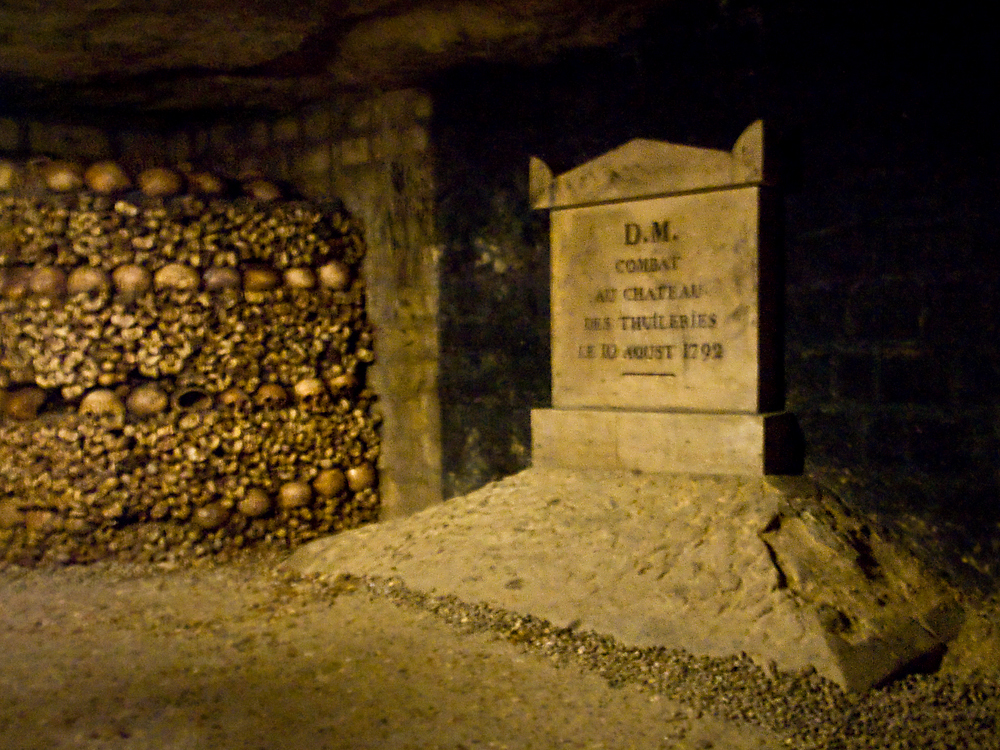
Пам'ятний знак в паризьких катакомбах, де були поховані загиблі в ході повстання

Криза літа 1792 року стала головним поворотним пунктом революції. Поваливши монархію, революціонери кинули виклик усій Європі; внутрішньо, оголошення війни та повалення монархії радикалізувало революцію. Політичний поділ на «активних» і «пасивних» громадян, залучених тепер на захист Республіки, виявилося неспроможним — щоб перемогти, революція мала мобілізувати всі ресурси країни.
Дійсно, друга революція, що відбулася, проголосила загальне виборче право і, по суті, республіку. Але у неї не було такої теплої і практично одностайної підтримки, як у першій. Події з 1789 року принесли розбіжності і розкол: багато хто пішов за священиками, що не присягли; з тих, хто залишився вірним революції, деякі критикували події 10 серпня, в той час як інші зайняли вичікувальну позицію, побоюючись за наслідки події. Ті, хто брав участь у повстанні або без коливань схвалив його, були в меншості — меншості, рішуче налаштованого перемогти контрреволюцію будь-якими засобами.

### Законодавчі збори

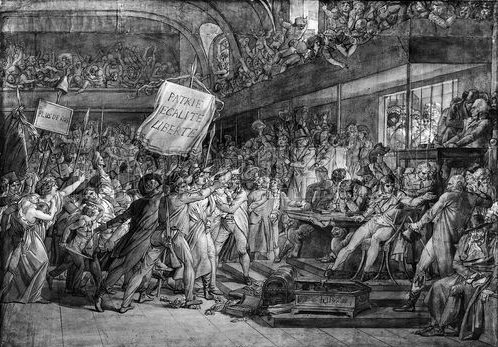
Повсталі в Законодавчих зборах

Влияние событий на парламент также бросается в глаза. Более половины его членов бежало, и вечером 10 августа только 284 депутата присутствовали на своих местах в Манеже. Законодательное собрание тревожно наблюдало за перипетиями борьбы. Пока дело было сомнительно, Людовик XVI воспринимался как законный монарх. Но как только восстание определённо победило, Собрание объявило о низложении короля:
|  | 1. Французский народ приглашается образовать Национальный конвент... 2. Глава исполнительной власти временно отстраняется от своих функций, пока Национальный конвент не объявит о мероприятиях, которые он сочтёт необходимым принять для обеспечения суверенитета народа и господства свободы и равенства. |

Короля помістили під домашній арешт. Збори намагалися помістити його до Люксембурзького палацу, але Паризька комуна вимагала доставити його в Тампль, замок поменше, який було простіше охороняти.
14 липня врятувало Установчі збори, 10 серпня винесло вирок Законодавчим зборам: переможці хотіли б розпустити асамблею і утримати владу в своїх руках. Але оскільки нова Комуна складалася з людей невідомих, переможці побоювалися втратити підтримку провінції; в результаті жирондисти залишилися і результатом повстання став компроміс. Законодавчі збори залишалися на час, але визнавали Комуну, збільшену шляхом виборів до 288 членів. Збори сформували тимчасову Виконавчу Раду, що складалася з Гаспара Монжа і Лебрен-Тонду, поряд з кількома колишніми міністрами Жиронди. Збори проголосували за скликання Національного конвенту на основі загального виборчого права, а Конвент мав ухвалити рішення про майбутню організацію держави. Одним із перших його рішень стало ліквідація монархії.

### Соціальні зміни
З падінням Тюїльрі обличчя паризького суспільства зазнало різка зміна. Серпневе повстання значно збільшило вплив санкюлотів у Парижі. В той час, як стара Комуна складалася переважно з представників середнього класу, в новій було удвічі більше ремісників, ніж юристів — невідомі раніше люди на відміну від блискучих адвокатів 1789 року. Крім того, сама Комуна була в деякій мірі парламентом, що складається з 48 держав-секцій. Вона мала досить відносний контроль над секціями Парижа, які почали практикувати «пряму демократію» Жан-Жакка Руссо. «Пасивні» громадяни були допущені на засідання, старі світові судді і поліцейські звільнені і Генеральна Асамблея Секцій стала, в деяких випадках, «народним судом», в той час як новий комітет з нагляду вистежував контрреволюціонерів. Для французької аристократії 10 серпня 1792 р., а не 14 липня 1789 року, поклало кінець Старого порядку.
Переможці 10 серпня спочатку були зайняті встановленням своєї влади в Парижі. Комуна негайно закрила опозиційну пресу і почала проводити обшуки по всій столиці, заарештувавши ряд священиків, що не присягли, дворян і аристократів. 11 серпня Законодавчі збори надали муніципалітетам повноваження заарештовувати підозрюваних. Добровольці готувалися йти на фронт, і швидко поширилися чутки, що їх відправка стане сигналом для ув'язнених підняти повстання. Пішла хвиля страт у в'язницях, що пізніше отримало назву «Вересневі вбивства».

### Війна
І як би нагадуючи революціонерам, що повстання 10 серпня, по суті, нічого не вирішило, прусська армія перетнула кордон Франції 16 серпня. Через тиждень потужна фортеця Лонгві впала так швидко, що Верньо оголосив про зрадницьку здачу. Наприкінці місяця прусська армія була вже біля Вердена, останнього бастіону, що зупиняв шлях на Париж, і в столиці було цілком виправдана думка, що Верден теж не буде довго чинити опір. Війна, яка почалася з метою тріумфу революції, тепер, здавалося, вела її до катастрофи.

2 вересня в паризьких секціях знову пролунав сполох і барабанний бій. Стіни Парижа були обклеєні плакатами, де перший рядок гласив: «До зброї, громадяни, ворог біля воріт!» Його більшість сприймала буквально. Дантон в асамблеї вже сказав найвідомішу з усіх своїх промов: 
|  | Le tocsin qu’on va sonner n’est point un signal d’alarme, c’est la charge sur les ennemis de la patrie. Pour les vaincre, il nous faut de l’audace, encore de l’audace, toujours de l’audace, et la France sera sauvée ! (Набат гуде, але це не сигнал тривоги, це загроза ворогам Вітчизни. Щоб перемогти їх, потрібно дерзати, і ще раз ризикувати, дерзати завжди - і Францію буде врятовано!) |

І ще раз санкюлоти відгукнулися на заклик і протягом наступних трьох тижнів 20 000 добровольців вирушили на фронт на захист батьківщини та революції.